# Resolutio Carolina
Die Resolutio Carolina war ein Erlass von Kaiser Karl VI. (als König von Ungarn Karl III.) vom 21. März 1731, der die Rechte der Protestanten im Königreich Ungarn regeln sollte.

## Vorgeschichte
Am 3. April 1707 wurde – unter dem Patronat von Franz II. Rákóczi (1676–1735)- die Synode der Evangelischen Kirche A.B. nach Rosenberg (slow. Ružomberok, ung. Rózsahegy) einberufen und mit einem feierlichen Gottesdienst, der vom Samuel Mikoviny d. Ä. gehalten wurde, eröffnet.  In dieser Synode wurde auch das aus 25 Artikeln bestehende Kirchengesetz verabschiedet, welches die innere Ordnung der alten „Ungarländischen Evangelischen Kirche A.B.“ für über 200 Jahre lang – bis zum Zerfall der Donaumonarchie – regelte. Altungarn wurde nun in vier Kirchendistrikte, denen jeweils ein Superintendent (ab 1883 Bischof) vorstand, neu eingeteilt. Es handelte sich um folgende Distrikte:
I. Cisdanubien (u. a. mit dem Seniorat Preßburg),

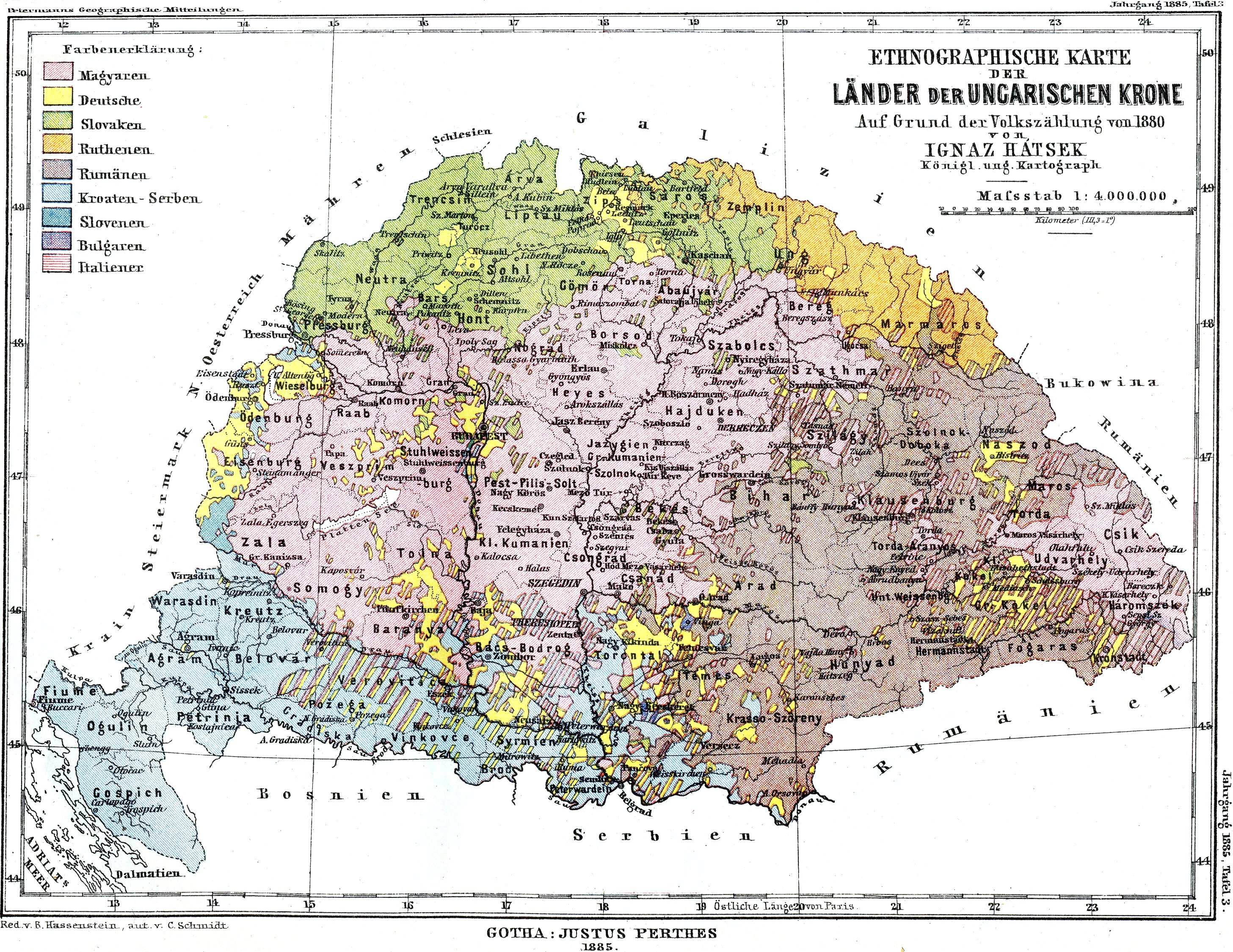
Königreich Ungarn im Jahre 1880

II. Transdanubien (mit dem Seniorat Ödenburg),
III. Montandistrikt,
IV. Theißdistrikt (u. a. mit den Senioraten Zips/Stadt, Zips/Land und dem Seniorat der kgl. Freistädte).
Diese Gliederung wurde im Jahre 1734 durch die „Resolutio Carolina secunda“ des Kaisers Karl VI. (1685–1740) genehmigt und juristisch sanktioniert.
Die in der Ersten Synode von Sillein (slow. Žilina, ung. Zsolna) im Jahre 1610 festgelegte Gliederung, in der es noch mehrere Superintendenturen gab, wurde aufgehoben. Die Synode von Rosenberg war die erste, in welcher auch die Belange der inzwischen von den Türken befreiten Gebiete aufgenommen wurden und somit das gesamte Königreich Ungarn – mit nur minimalen Änderungen der Distriktsgrenzen – bis 1918 umfasste. Auch wenn die Beschlüsse der Synode Anfangs von der Obrigkeit nicht sofort anerkannt wurden, so erwiesen sie sich als zukunftsweisend, wurden später wieder sanktioniert und behielten de facto bis 1918 ihre Gültigkeit.

## Inhalt der Resolution
Durch die Resolution und die darin enthaltenen gesetzlichen Verordnungen wurden die Rechte der Protestanten wesentlich eingeschränkt. Eine Auswahl der darin enthaltenen Punkte hatte schwerwiegende Folgen für das religiöse Leben der Protestanten in Ungarn:
- Die Protestanten waren verpflichtet die Feiertage der katholischen Kirche äußerlich einzuhalten.
- Die protestantischen Mitglieder der Zünfte mussten an den Prozessionen der katholischen Kirche  teilnehmen
- Die Beamten Ungarns mussten den Eid nach der gesetzlich vorgeschriebenen Eidesformel leisten, das heißt, sie mussten auch auf die Heiligen der katholischen Kirche sowie die Jungfrau Maria schwören (expressis verlbis Deipare Virginis ac Sanctorum).
- Die Fähigkeiten der evangelischen Geistlichen wurden durch katholische Erzdechante geprüft, was letztlich eine Unterordnung der katholischen Kirche gegenüber bedeutete.[3]
- Eheschließungen auch von Mischehen dürfen ausschließlich nur von katholischen Geistlichen durchgeführt werden.
- Katholiken, die zum evangelischen Glauben konvertieren sollten bestraft werden.
- Evangelische Geistliche dürfen ausschließlich außerhalb der Grenzen von Städten Gottesdienste abhalten.

## Auswirkungen
Der katholische Klerus nahm die Resolution mit Bestürzung auf. Der Bischof von Waitzen, Kardinal Michael Friedrich von Althann der zu den schärfsten Kritikern des Kaiserhauses und dessen Politik gehörte, beklagte in der Resolution Carolina die „erbärmlichen Zugeständnisse“ die in dieser Verordnung gegenüber den Protestanten gemacht wurden. Er legte gegen die Resolution Carolina einen „feierlichen Protest“ ein und erklärte er betrachte den Erlass für ungültig und werde dagegen beim Papst appellieren. Diese Reaktion der katholischen Seite löste in den protestantisch geführten Ländern eine heftige Protestwelle aus. Die Gesandten von Preußen, England, Dänemark und Schweden wurden am Wiener Hof vorstellig und übergaben entsprechende Protestnoten ihrer Regierungen. Daraufhin entschloss sich der Kaiser Althann nach Wien vorzuladen und nachdem dieser nicht erschien ist, sandte der Kaiser die Protestnote an das Komitat Pest mit der Maßgabe zurück, dass diese öffentlich vernichtet werden müsse. Außerdem verordnete das Kaiserhaus 1732 als Strafe an, Althanns ungarische Güter zu beschlagnahmen.
Die Resolutio Carolina trat in Kraft und wurde erst mit dem Toleranzpatent vom 13. Oktober 1781 des Kaisers Joseph II. abgelöst.
Im darauf folgenden 19. Jahrhundert entwickelte sich das Kirchenleben im Königreich Ungarn sehr schnell. Im Jahre 1850 zählten die Lutheraner etwa 180 000 Ungarn, 200 000 Deutsche und 450 000 Slowaken. In den Kirchen wurde entsprechend dem jeweiligen nationalen Besonderheiten in drei Sprachen gepredigt.

## Administrative Gliederung
Die Resolutio Carolina regelte auch die administrative Gliederung der evangelisch-lutherischen Gemeinden. Das Territorium des Königreichs Ungarn wurde in vier Kirchenbezirke aufgegliedert:

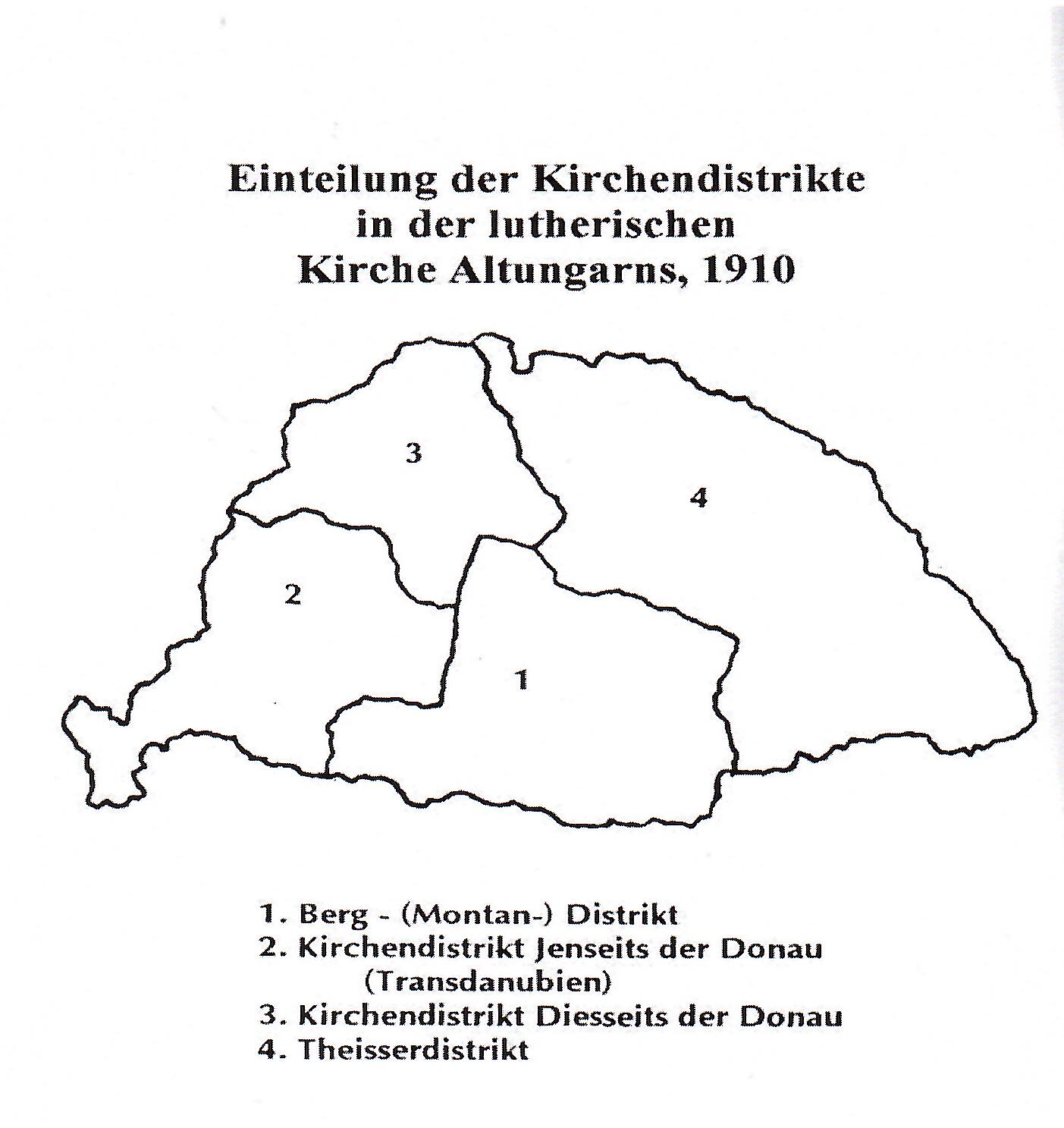
Gliederung der Kirchendistrikte

- Gliederung der Kirchendistrikte[7]Bezirk für Cisdanubien (ung. Dunáninneni Egyházkerület)
- Bezirk fürTransdanubien (ung. Dunántúli Egyházkerület)
- Der Montanbezirk (ung. Bányai Egyházkerület)
- Bezirk für das Theißgebiet (ung. Tiszai Egyházkerület)

Diesen vier Bezirken wurden die einzelnen Gemeinden, die in Seniorate zusammengeschlossen waren, unterstellt. An der Spitze eines jeden Bezirkes stand ein Superintendent (evangelischer Bischof), dessen Wahl allerdings vom König bestätigt werden musste. Diese Gliederung der Ungarländischen Evangelischen Kirche A.B. (so die offizielle Bezeichnung) bestand in ihrer vollen Ausbreitung bis zum Ende des Ersten Weltkrieges. Gemäß Volkszählung von 1910 umfasste sie in insgesamt 48 Senioraten mehr als 900 Gemeinden mit annähernd 1,4 Millionen Mitgliedern.
In Folge des Vertrages von Trianon verlor das ehemalige Königreich Ungarn etwa zwei Drittel seines Hoheitsgebietes, das an die Nachfolgestaaten abgegeben werden musste. Das hatte Auswirkungen auch auf die Größe der einzelnen Kirchenbezirke. Ganz besonders betroffen waren die Bezirke für Cisdanubien und für das Theißgebiet. Trotzdem behielt man die ursprüngliche Gliederung vorerst bei. Erst in der Synode von 1952 wurde diese Gliederung aufgegeben und es wurde eine neue Einteilung geschaffen. Nur die Evangelische Kirche A.B. von Siebenbürgen gehörte der Ungarländischen Evangelischen Kirche A.B. nicht an, da die Siebenbürger Sachsen eine eigene Kirche (heute Evangelische Kirche A.B. in Rumänien) gebildet hatten.
Die Evangelisch-Reformierte Kirche in Ungarn hatte eine ähnliche Struktur, sie gliederte sich ebenfalls in vier Bezirke.